# Shallow and Profound
Shallow and Profound is het eerste studioalbum van de Hongaarse muzikant László Fogarasi Jr., beter bekend onder het pseudoniem Yonderboi. Het album is een smeltkroes van stijlen die verwant zijn aan de elektronische muziek en de moderne jazz, abusievelijk ook wel lounge genoemd, en werd in 2000 uitgebracht door het Duitse Mole Listening Pearls.

## Achtergrond
László Fogarasi, het gezicht achter Yonderboi, was al op jonge leeftijd in muziek geïnteresseerd. Toen hij zijn eerste computer met mono-soundboard kreeg, gaf hij zijn gitaarlessen op, uit onvrede over het traditionele muziekonderwijs, om voortaan zelf zijn muziek te produceren. Weinig acht sloeg hij op de stijl en technische kant van de muziek die hij componeerde, en was zeer tevreden met de mogelijkheid haar zelf te creëren; de elektronische muziek zou later van significante invloed zijn op zijn werk.
Allereerst werd Fogarasi in zijn vroege jeugd beïnvloed door
Oost-Europese-tekenfilmmuziek. Serieuzer van aard was het effect van de muziek die hij later opdeed, waaronder stijlen als afrobeat, souljazz, disco, glamrock, Hongaarse en Poolse jazz uit de jaren zestig en zeventig, old-school hip-hop, Franse hiphop en vroege elektronische jazz en funk. Ook had hij een buitengewone belangstelling voor symfonische muziek en de film noir van de jaren vijftig.
Fogarasi reisde in zijn middelbareschooltijd enkele malen per jaar van zijn geboortegrond in Mernye naar hoofdstad Boedapest, in de hoop daar interessante nieuwe platen te vinden, en kwam er in aanraking met downtempo, house, lounge en meer hiphop. Toen hij middels deze methode niet langer in staat was in zijn behoefte te voorzien, besloot hij zich des te devoter toe te leggen op het maken van muziek.
Op 16-jarige leeftijd zond de ‘‘knip-en-plaktriphopper’’ een eerste demo naar platenlabel Juice Records. Een nummer uit deze opnamesessie, Pink Solidism, kwam op het compilatiealbum Future Sound of Budapest terecht, en kreeg op deze manier internationale aandacht. Het nummer werd in Hongarije op single uitgebracht en in verschillende landen via compilaties voor het voetlicht gebracht. Vlak hierna bracht Yonderboi de Cinnamon Kisses EP uit.
Na zijn school afgemaakt te hebben, verhuisde Fogarasi in de zomer van 1999 naar Boedapest, samen met zijn vriend en toetsenist Balász Zságer. Zonder vaste woonplaats namen zij het album dat Shallow and Profound zou worden, op, gedeeltelijk in een ongebruikte ruimte in het kantoorgebouw van platenmaatschappij UCMG. Het opnemen van de vocale en instrumentale tracks, dat plaatsvond in een professionele geluidsstudio, nam slechts twee dagen in beslag; Fogarasi nam, evenzogoed uit financiële overwegingen, de mixage in eigen hand, die hij uitvoerde door middel van geleende, zelfgemaakte technologie.

## Muziek
Het eindresultaat, Shallow and Profound, is een mengeling van downtempo, triphop, chill-out en nu-jazz, met beperkte invloeden uit andere genres. Deze stijlenmelange zorgt ervoor dat het album zeer gevarieerd is. Zo wordt de bijkans 9 minuten durende suite Milonga Del Mar gekenmerkt door de overduidelijk geloopte percussie, de repetitieve pianopatronen en de meermalen opduikende zang, terwijl het nummer evolueert van een soundscapeachtige downtempo- annex chill-outtrack naar een losse nu-jazzjam. Op Chase & Chaser worden house-, acidjazz-, triphop- en psychedelic-rockklanken met elkaar versmolten. Ohne Chanteuse vermengt weer ouderwetse jazz met invloeden uit de hiphop (nu-jazz). De uiterst korte (25 seconden durende) interlude The Severance wordt gedomineerd door klaterende gitaarklanken. Het daaropvolgende nummer Sinking Slowly combineert ambient en downtempo onder een industriële hiphopdrumloop. Kortom, de co-existentie van alle stijlen resulteert in een eclectische plaat, die Yonderboi bombardeerde tot ‘‘downtempo-wonderkind’’.

## Sampling
Op het album maakt Fogarasi geregeld gebruik van sampling.
- Cantaloupe Island (Interlude) is een accordeonbewerking van Herbie Hancocks jazzstandard Cantaloupe Island (1964).
- Ohne Chanteuse samplet de intro van Édith Piafs Mon Coeur Est Au Coin D’Une Rue (1937)[6], die, geloopt, vrijwel continu in het nummer te horen is.
- Pabadam samplet de piano-intro van Ain't Got No - I Got Life (1968) van Nina Simone[7], als geschreven door Galt MacDermot, James Rado, Gerome Ragni.
- Riders On The Storm/Pink Solidism gebruikt delen van The Doors' Riders on the Storm (1971)[8], geschreven door John Densmore, Robby Krieger, Ray Manzarek en Jim Morrison.

## Receptie
Het debuutalbum van Yonderboi werd alom geprezen en kreeg zowel in zijn thuisland als in de rest van de wereld goede kritieken.
In Hongarije won Fogarasi in 2001 voor Shallow and Profound een Gouden Giraffe in de categorie Beste Nieuwkomer. Ook werd hij onderscheiden met een Zilveren Kruis van de Republiek Hongarije voor zijn buitengewone verdiensten met betrekking tot de Hongaarse cultuur en werd het album verkozen tot het beste Hongaarse ooit.
De rest van de wereld reageerde, zoals gezegd, eveneens positief, maar had niettemin meer kritiek. Volgens Dean Carlson van AllMusic is het album ‘‘zowel mat als bizar, tegelijkertijd voorspelbaar en indrukwekkend’’, ‘‘stelt Shallow and Profound keer op keer teleur door een te groot vertrouwen in ‘veilige’ en ‘oude’ technieken’’ en ‘‘wordt het album in mindere mate een luisterervaring en [des te] meer als het kijken naar een hectische tenniswedstrijd in het exacte midden van het net.’’
Door de positieve ontvangst van het album ging Fogarasi met enkelen met wie hij samengewerkt had (Balász Zságer, DJ Bootsie, Andor Kovács, Edina Kutzora), in Europa op tournee als The Yonderboi Quintet.
Het succes overviel Fogarasi, waardoor hij zijn plannen doorkruist zag worden. ‘‘Mijn eerste plan bestond uit [het maken van een plaat], die misschien 3 of 4 sterren zou krijgen. Dat was dan genoeg voor mij om door te gaan en nog een plaat te maken. [Er] gebeurde veel meer dan ik ooit had kunnen dromen. Maar na 1 à 2 jaar was [het] muzikant-zijn ineens mijn werk geworden. Mijn hobby veranderde in een gewone baan, met schema’s, afspraken en grote verantwoordelijkheden. Dat wilde ik niet. Toen ben ik gaan nadenken en ben ik er even mee gestopt.’’ In 2005 zou zijn tweede, op muzikaal vlak zonneklaar van zijn voorganger verschillende langspeler, Splendid Isolation, verschijnen.

## Tracklist[11]
Alle muziek geschreven door László Fogarasi, tenzij anders vermeld.
1. "Intro" – 1:06
2. "Milonga Del Mar" (Fogarasi, Edina Kutzora, Balász Zságer) – 8:47
3. "Chase & Chaser" (Fogarasi, Dániel Váczi) – 3:43
4. "Cantaloupe Island (Interlude)" (Herbie Hancock) – 1:12
5. "Ohne Chanteuse" – 3:30
6. "No Answer From Petrograd" (Fogarasi, David Yengibarian) – 4:35
7. "100% Trevira" (Fogarasi, Zságer) – 2:54
8. "Pabadam" (Fogarasi, Dr. Zsombor Zubka) – 3:56
9. "The Severance" (Andor Kovács) – 0:25
10. "Sinking Slowly" (Fogarasi, Kovács) – 4:54
11. "Bodysurf" – 4:06
12. "Riders On The Storm/Pink Solidism" (John Densmore, Robby Krieger, Ray Manzarek, Jim Morrison) – 4:21
13. "Road Movie" (Fogarasi, Kovács) – 6:53
14. "Thousand Bells" (Fogarasi, Zságer) – 4:49
15. "Fairy Of The Lake" (Fogarasi, Zubka) – 5:11
16. "Another Geometry" (Fogarasi, Zságer) – 5:10
17. "Outro" – 3:06

## Bezetting[11]
- Benski – zang (track 1)
- DJ Bootsie – scratching (tracks 1, 5, 7, 11, 15)
- László Fogarasi Jr. – arrangeur, componist (tracks 1, 2, 3, 5, 6, 7, 8, 10, 11, 13, 14, 15, 16, 17), productie, mixage, programming, techniek
- Andor Kovács – gitaar (tracks 3, 9, 10, 13), (mede)componist (tracks 9, 10, 13)
- Edina Kutzora – zang (tracks 2, 3, 8, 14), medecomponist (track 2)
- Árpád Vajdovich – basgitaar (tracks 2, 3, 6, 7, 13)
- Balász Zságer – keyboards, elektrische piano, uitvoerend artiest (tracks 2, 3, 7, 8, 12, 13, 14, 16), medecomponist (tracks 2, 7, 14, 16)
- Dániel Váczi – saxofoon (tracks 2, 3, 5), medecomponist (track 3)
- David Yengibarian – accordeon (tracks 4, 6), medecomponist (track 6)
- Dr. Zsombor Zubka – vibrafoon, medecomponist (tracks 8, 15)

## Noteringen in de Nederlandse Album Top 100[12]
| Positie: | 93 | uit | 96 | uit |

## Trivia
- Ohne Chanteuse werd tot 2008 gebruikt als herkenningsmelodie van het Avondetappe-onderdeel Au Tour de Jean, waarin Jean Nelissen veelal op bezoek ging bij voormalig wielrenners of andere significante figuren uit het verleden van de Ronde van Frankrijk.